# St Moninna’s Well

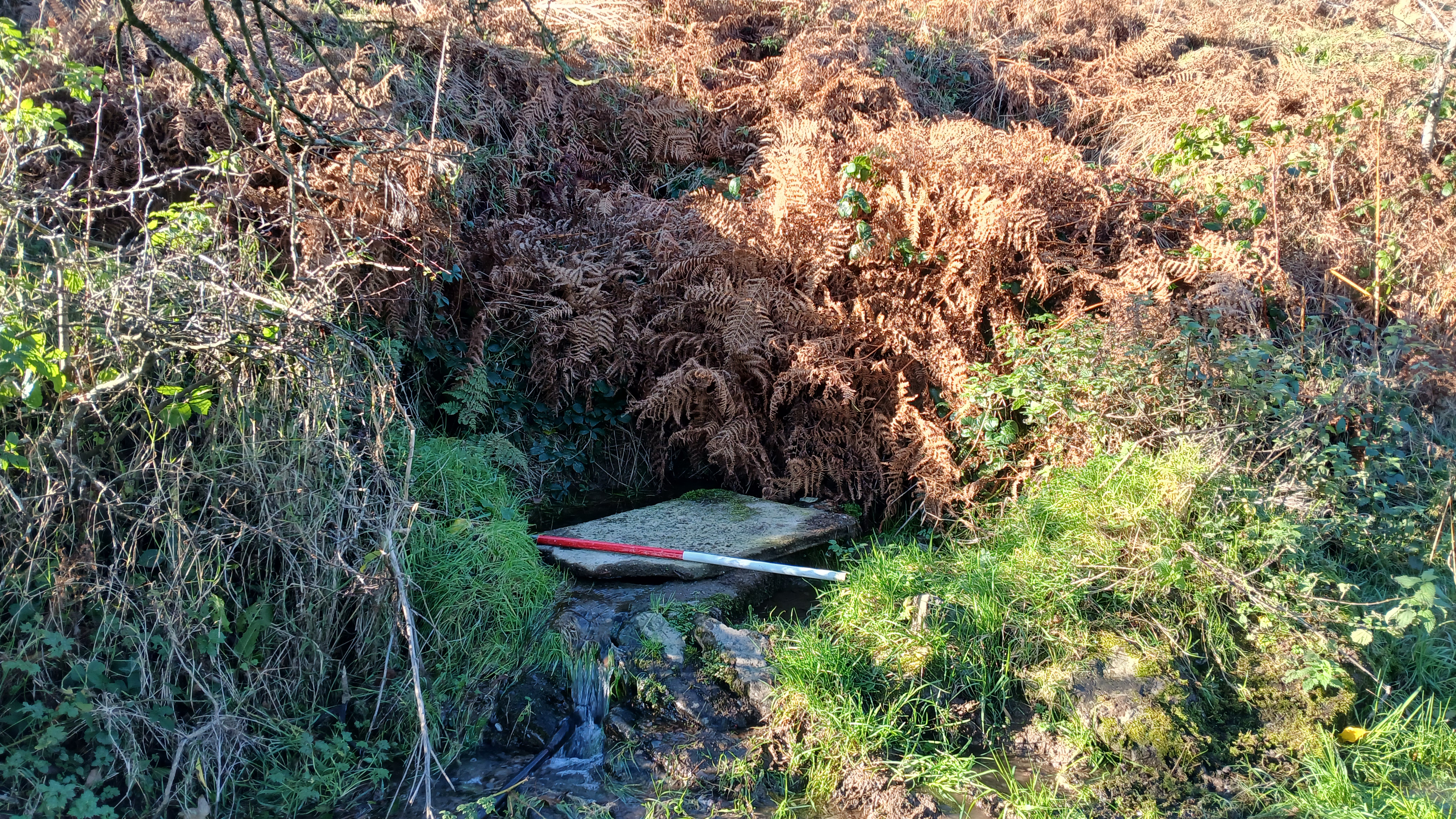
St Moninna’s Well

St Moninna’s Well (auch St Bline’s Holy Well, irisch Tobar Naoimh Blathnaidh) ist eine Heilige Quelle. Sie liegt an den Hängen des Slieve Gullion bei Killevy, nördlich der Kirchen von Killevy im County Down in Nordirland. Eine irische Inschrift auf dem Schrein lautet „Tobar Naoimh Blathnaidh“, Quelle der heiligen Blathnaidh, ein weiterer Name für Moninna.
Die 600 m hinauf zur Heiligen Quelle sind sehr steil. Traditionell fand eine Wallfahrt am 6. Juli statt. Nach 1825 wurde die Existenz der Quelle fast vergessen, bis sie von Pater James Donnelly im Jahre 1880 wiederentdeckt wurde. Die Wallfahrt wurde im Jahre 1928 neu aufgenommen überlebte aber nur bis 1934. Die Quelle ist in gutem Zustand und etliche Clooties sind an dem Baum nördlich des Brunnens befestigt.

## Legende
Die irische Heilige Moninna (auch Bline, Darerca, Moninne, in Schottland Edin genannt) war eine Königstochter aus Louth, die der Legende nach vom heiligen Patrick getauft wurde. Sie lebte etwa 435–518 n. Chr. zunächst im Westen von Irland und folgte dem heiligen Ibar, als er nach Wexford zog. Sie reiste später nach Norden und gründete ihr erstes Kloster in Faughart, dem Geburtsort der heiligen Brigid. Später zog sie nach Armagh und gründete ein Kloster in Killevy, wo sie vermutlich begraben ist.